# Шахрайчук, Вадим Валерьевич
Вадим Валерьевич Шахрайчу́к (укр. Вадим Валерійович Шахрайчук; род. 12 июня 1974, Киев, Украинская ССР, СССР) — советский и украинский хоккеист, центральный нападающий; тренер.

## Биография
Вадим Валерьевич Шахрайчук родился 12 июня 1974 года в Киеве. Он является украинским хоккеистом и центральным нападающий. 
Кавалер ордена «За заслуги» III степени
Выступал за ШВСМ Киев, Ак Барс Казань, Нюрнберг Айс Тайгерс, Авангард Омск, Локомотив Ярославль, Спартак Москва, АТЕК Киев, Динамо Москва, МВД Балашиха, Трактор Челябинск, Металлург Магнитогорск, Торпедо Нижний Новгород.
В составе национальной сборной Украины провёл 83 матча (35 голов, 59 передач), участник зимних Олимпийских игр 2002, участник чемпионатов мира 1995 (группа C), 1997 (группа С), 1998 (группа B), 1999, 2000, 2001, 2002, 2003, 2004, 2005, 2006, 2008 (дивизион I), 2009 (дивизион I) и 2010 (дивизион I). В составе молодёжной сборной Украины участник чемпионата мира 1993 (группа C) и 1994 (группа B).

## Тренерская карьера
- С 1 августа 2015 года по 28 октября 2016 года — главный тренер «Дженералз» (Киев, Украина).
- C 22 марта 2017 года по 6 сентября 2017 года — главный тренер ХК Металлург Новокузнецк.
- С 15 октября 2018 года — главный тренер «Дунареа Галати» (Румыния).

## Достижения
- Обладатель Кубка Чемпионов (2006)
- Чемпион России (2002, 2005)
- Серебряный призёр чемпионата Германии (1999)
- Серебряный призёр чемпионата России (2001)
- Серебряный призёр чемпионата Украины (2013)